# Якобсон, Константин Александрович
Константи́н Алекса́ндрович Якобсо́н (р. 30 августа 1945) — советский и российский дирижёр, искусствовед и музыкальный педагог. Заслуженный деятель искусств России. Кандидат искусствоведения, профессор. Действительный член Международной академии наук высшей школы.

## Биография
Родился 30 августа 1945 года в Магнитогорске.
В 1963 году окончил Магнитогорское музыкальное училище.
В 1968 году окончил Уральскую государственную консерваторию имени М. П. Мусоргского (по классу дирижирования проф. Г. П. Рогожниковой).
В 1968-78 годах работал преподавателем хоровых дисциплин в Магнитогорском музыкальном училище, дирижёром-хормейстером Магнитогорской государственной хоровой капеллы.
В 1982 году окончил ассистентуру-стажировку при Уральской государственной консерватории.
В 1989 году защитил диссертацию на соискание учёной степени кандидата искусствоведения по теме «Новаторство музыкального языка в советском хоровом творчестве (60-е — 80-е гг.)».
В 1978-95 годы — преподаватель, затем профессор кафедры хорового дирижирования Красноярского государственного института искусств. Читал лекционные курсы «История и теория хорового искусства», «Методика работы с хором». Занимал должности преподавателя, старшего преподавателя, декана, проректора.
В 1978-84 — художественный руководитель хора мальчиков «Поющие мальчиши» детской хоровой студии «Юные сердца» города Красноярска.
В 1978-93 — хормейстер в Красноярском театре оперы и балета.
С 1991 года — художественный руководитель и дирижёр хорового ансамбля солистов «Тебе поемъ».
В 1994-2015 годах — ректор Красноярской государственной академии музыки и театра. В настоящее время является советником ректора по развитию и инновациям.
Женат, имеет трёх дочерей. Увлечения: автомобиль, охота, рыбалка, садоводство.